# Ancistrosoma buckleyi
Ancistrosoma buckleyi är en skalbaggsart som beskrevs av Sallé 1887. Ancistrosoma buckleyi ingår i släktet Ancistrosoma och familjen Melolonthidae. Inga underarter finns listade i Catalogue of Life.